# Quattro notti con Anna
Quattro notti con Anna (Cztery noce z Anna) è un film del 2008 diretto da Jerzy Skolimowski.
Skolimowski ritornò alla regia dopo 17 anni di inattività e a distanza di 27 anni dall'ultimo film realizzato in Polonia.

## Trama
Leon Okrasa, che lavora nel crematorio di un ospedale di un piccolo paese polacco, ha avuto una vita difficile; orfano sin dalla nascita e afflitto da una lieve demenza mentale, anni prima era stato ingiustamente accusato di aver stuprato Anna, un'infermiera e sua dirimpettaia di cui è da sempre segretamente innamorato e che spia dalle finestre di casa sua. Il giorno in cui l'anziana donna che lo aveva allevato muore, Leon si ritrova da solo, senza più nessuno al mondo.
Decide così di instaurarsi nella vita di Anna, in un modo alquanto singolare: dopo averla addormentata ogni volta con un sonnifero, Leon, per diverse notti, penetra in casa sua, spinto dal semplice desiderio di poterle stare accanto e senza commettere nulla di compromettente e malvagio. Al contrario, la terza notte, dopo la festa di compleanno trascorsa con le amiche le regala furtivamente un anello, beve alla sua salute, sistema i piatti rimasti sul tavolo e le pone addosso una coperta.
La quarta notte si rivela l'ultima per Leon a casa di Anna; colto in flagrante dalla polizia mentre tenta di introdurre nella casa della donna l'orologio a cucù che le ha sottratto e riparato, viene arrestato ed incarcerato. Dopo aver trascorso diverso tempo in prigione, Leon ritorna a casa, pronto per tornare a spiare l'amata Anna, ma una triste scoperta lo costringe a rinunciare, per sempre.

## Riconoscimenti
- Tokyo International Film Festival 2008: Special Jury Prize[1][2]